# 福島県道342号藤小椿線
福島県道342号藤小椿線（ふくしまけんどう342ごう ふじこつばきせん）は、福島県河沼郡柳津町にある一般県道である。

## 路線概要
- 起点：河沼郡柳津町大字藤字長久保藤ノ沢
- 終点：河沼郡柳津町大字小椿字宮ノ前乙
- 総延長：5.104km[1]
  - 実延長：総延長に同じ
- 路線認定年月日：1959年8月31日[2]

藤地区と小椿地区を尾根を超えて連絡する路線であり、小椿地区では只見川支流の沢尻川に沿う。

## 通過する自治体
- 河沼郡柳津町

## 接続・交差する道路
- 国道49号（大字藤字長久保藤ノ沢 起点）
- 福島県道151号山都柳津線（大字小椿字宮ノ前乙 終点）